# 화성서부경찰서
화성서부경찰서(華城西部警察署, Hwaseong Seobu Police Station)는 경기도남부경찰청이 관할하는 경찰서 중 하나이다. 경기도 화성시 일부지역을 관할한다. 본래 경기도 화성시 남양읍 신남로 405에 위치했으나 2010년 8월에 남양로 570으로 이전했다.
서장은 총경으로 보한다.

## 기본 정보
- 주소: 경기도 화성시 남양읍 남양로 570
- 우편번호: 18277

## 관할 파출소 및 지구대
화성서부경찰서는 11개의 파출소를 산하에 두고 있다.
| 명칭       | 사진 | 주소                   | 관할구역       | 치안센터       |
| ---------- | ---- | ---------------------- | -------------- | -------------- |
| 남양파출소 |      | 남양읍 남양시장로 47   | 남양읍, 새솔동 |                |
| 발안파출소 |      | 향남읍 3·1만세로 1095  | 향남읍         |                |
| 봉담파출소 |      | 봉담읍 와우로15번길 17 | 봉담읍         |                |
| 매송파출소 |      | 매송면 화성로 2249     | 매송면         |                |
| 송산파출소 |      | 송산면 송산포도로 98   | 송산면         |                |
| 서신파출소 |      | 서신면 매화1길 31      | 서신면         | 제부도치안센터 |
| 우정파출소 |      | 우정읍 조암남로 31     | 우정읍, 장안면 | 국화도치안센터 |
| 팔탄파출소 |      | 팔탄면 서촌길 9        | 팔탄면         |                |
| 비봉파출소 |      | 비봉면 양노로 118      | 비봉면         |                |
| 마도파출소 |      | 마도면 석교로 179      | 마도면         |                |
| 양감파출소 |      | 양감면 은행나무로 263  | 양감면         |                |

## 같이 보기
- 경기도남부지방경찰청